# Sportklettern bei den Olympischen Spielen
Sportklettern hatte seine olympische Premiere in Tokio 2020 im August 2021. Das IOC hatte am 3. August 2016 beschlossen, dass das Freiklettern ins olympische Programm aufgenommen wird. Der verantwortliche Sportverband ist die International Federation of Sport Climbing (IFSC).

## Übersicht der Wettbewerbe
| Wettbewerb                      | 96 | 00 | 04 | 06 | 08 | 12 | 20 | 24 | 28 | 32 | 36 | 48 | 52 | 56 | 60 | 60 | 64 | 72 | 76 | 80 | 84 | 88 | 92 | 96 | 00 | 04 | 08 | 12 | 16 | 20 | 24 | 28 | 32 | Gesamt |
| ------------------------------- | -- | -- | -- | -- | -- | -- | -- | -- | -- | -- | -- | -- | -- | -- | -- | -- | -- | -- | -- | -- | -- | -- | -- | -- | -- | -- | -- | -- | -- | -- | -- | -- | -- | ------ |
| Boulder & Lead - Männer         |    |    |    |    |    |    |    |    |    |    |    |    |    |    |    |    |    |    |    |    |    |    |    |    |    |    |    |    |    |    | •  |    |    | 1      |
| Speed - Männer                  |    |    |    |    |    |    |    |    |    |    |    |    |    |    |    |    |    |    |    |    |    |    |    |    |    |    |    |    |    |    | •  |    |    | 1      |
| Olympische Kombination - Männer |    |    |    |    |    |    |    |    |    |    |    |    |    |    |    |    |    |    |    |    |    |    |    |    |    |    |    |    |    | •  |    |    |    | 1      |
|                                 |    |    |    |    |    |    |    |    |    |    |    |    |    |    |    |    |    |    |    |    |    |    |    |    |    |    |    |    |    |    |    |    |    |        |
| Boulder & Lead - Frauen         |    |    |    |    |    |    |    |    |    |    |    |    |    |    |    |    |    |    |    |    |    |    |    |    |    |    |    |    |    |    | •  |    |    | 1      |
| Speed - Frauen                  |    |    |    |    |    |    |    |    |    |    |    |    |    |    |    |    |    |    |    |    |    |    |    |    |    |    |    |    |    |    | •  |    |    | 1      |
| Olympische Kombination - Frauen |    |    |    |    |    |    |    |    |    |    |    |    |    |    |    |    |    |    |    |    |    |    |    |    |    |    |    |    |    | •  |    |    |    | 1      |
| Anzahl der Wettbewerbe          |    |    |    |    |    |    |    |    |    |    |    |    |    |    |    |    |    |    |    |    |    |    |    |    |    |    |    |    |    | 2  | 4  |    |    | 6      |

## Geschichte

### Alpinismus bei den Olympischen Spielen
Bei den Olympischen Winterspielen 1924 sowie den Sommerspielen 1932 und 1936 wurde der Prix olympique d’alpinisme für besondere alpinistische Leistungen vergeben. Es gab ausschließlich Goldmedaillen, Preisträger waren:
- 1924: Die Teilnehmer der Mount-Everest-Expedition 1922. Die Expedition wurde von Briten geleitet, da sich jedoch auch ein Australier unter den 13 Ausgezeichneten befand, wurde die Medaille keinem Nationalen Olympischen Komitee (NOK) zugeschlagen.[1]
- 1932: Die Deutschen Franz und Toni Schmid für die Erstbesteigung der Nordwand des Matterhorns 1931.[1]
- 1936: Die Schweizer Hettie und Günter Dyhrenfurth für ihre alpinistischen Leistungen im Himalaya.[1]

### Beitritt
Sportklettern wurde vom Internationalen Olympischen Komitee (IOC) 2010 als Sportart anerkannt, 2015 bewarb sich die International Federation of Sport Climbing (IFSC) um eine Aufnahme in das olympische Programm. Im Folgejahr verkündete das IOC, dass Sportklettern erstmals bei den Spielen in Tokio 2020 mit je einer Medaillenentscheidung pro Geschlecht teilnehmen wird.

### Tokio 2020
Für die Spiele in Tokio wurde die olympische Kombination aus Speedklettern, Bouldern und Leadklettern geschaffen, die Gesamtwertung wurde durch Multiplikation der Ränge in den Einzelwettbewerben errechnet. Das Format wurde innerhalb der Kletterszene stark kritisiert. Insbesondere das Speedklettern unterscheide sich zu sehr von Boulder und Lead. Zudem würden die Positionen in der Gesamtwertung zu sehr von den Leistungen anderer Athleten abhängen.
Im Wettbewerb der Frauen setzte sich Favoritin Janja Garnbret aus Slowenien mit einem fünften Platz im Speedklettern und Siegen bei Boulder und Lead souverän durch. Silber und Bronze gingen an die Japanerinnen Miho Nonaka und Akiyo Noguchi.
Im Wettbewerb der Männer gewann der Spanier Alberto Ginés López überraschend mit einem Speed-Sieg und dem siebten bzw. vierten Platz im Bouldern und Lead Gold. Die Silbermedaille ging an Nathaniel Coleman aus den USA, der im Bouldern Erster wurde. Jakob Schubert kletterte als Sieger der Qualifikationsrunde als Letzter konnte als Einziger die Leadroute toppen und gewann Bronze. Durch diese abschließende Leistung gab es deutliche Verschiebungen in der Gesamtwertung: Hätte Schubert nicht die Lead-Leistung des Favoriten Adam Ondra überboten und im Lead auf Platz 2 geblieben, wäre er in der Gesamtwertung Letzter geworden; Ondra hätte die Goldmedaille gewonnen, wurde letztlich jedoch nur Sechster.

### Paris 2024
Bereits bei den vorigen Spielen stand fest, dass bei den Olympischen Spielen 2024 in Paris Speed als eigenständiger Wettbewerb abgehalten wird. Die beiden anderen Disziplinen wurden im neuen Format Boulder & Lead zusammengefasst. Für die Gesamtwertung werden die in den beiden Wettbewerben erreichten Punkte addiert.

### Los Angeles 2028
Bei Olympia 2028 in Los Angeles wird Sportklettern ebenfalls teilnehmen. Die drei Disziplinen Boulder, Lead und Speed werden als eigene Wettbewerbe abgehalten.
Bei den kurz darauf dort stattfindenden Paralympics 2028 wird erstmalig Paraclimbing Teil der Paralympischen Spiele sein.

## Medaillisten

### Kombination
| Spiele     | Gold                      | Silber                  | Bronze               | Format              |
| Männer     | Männer                    | Männer                  | Männer               | Männer              |
| ---------- | ------------------------- | ----------------------- | -------------------- | ------------------- |
| 2020 Tokio | Alberto Ginés López (ESP) | Nathaniel Coleman (USA) | Jakob Schubert (AUT) | Dreifachkombination |
| 2024 Paris | Toby Roberts (GBR)        | Sorato Anraku (JPN)     | Jakob Schubert (AUT) | Boulder & Lead      |
| Frauen     |                           |                         |                      |                     |
| 2020 Tokio | Janja Garnbret (SLO)      | Miho Nonaka (JPN)       | Akiyo Noguchi (JPN)  | Dreifachkombination |
| 2024 Paris | Janja Garnbret (SLO)      | Brooke Raboutou (USA)   | Jessica Pilz (AUT)   | Boulder & Lead      |

### Speed
| Spiele     | Gold                      | Silber            | Bronze                   |
| Männer     | Männer                    | Männer            | Männer                   |
| ---------- | ------------------------- | ----------------- | ------------------------ |
| 2024 Paris | Veddriq Leonardo (INA)    | Wu Peng (CHN)     | Samuel Watson (USA)      |
| Frauen     |                           |                   |                          |
| 2024 Paris | Aleksandra Mirosław (POL) | Deng Lijuan (CHN) | Aleksandra Kałucka (POL) |

### Nationen
| Platz | Land                | Gold | Silber | Bronze | Gesamt |
| ----- | ------------------- | ---- | ------ | ------ | ------ |
| 1     | Slowenien           | 2    | –      | –      | 2      |
| 2     | Polen               | 1    | –      | 1      | 2      |
| 3     | Großbritannien      | 1    | –      | –      | 1      |
| 3     | Indonesien          | 1    | –      | –      | 1      |
| 3     | Spanien             | 1    | –      | –      | 1      |
| 6     | Japan               | –    | 2      | 1      | 3      |
| 6     | Vereinigte Staaten  | –    | 2      | 1      | 3      |
| 8     | Volksrepublik China | –    | 2      | –      | 2      |
| 9     | Österreich          | –    | –      | 3      | 3      |

## Olympische Speed-Rekorde

#### Herren
| Spiele | Datum           | Name               | Zeit (s) |
| ------ | --------------- | ------------------ | -------- |
| Tokio  | 03. August 2021 | Bassa Mawem        | 5,45     |
| Paris  | 06. August 2024 | Rahmad Adi Mulyono | 5,07     |
| Paris  | 06. August 2024 | Veddriq Leonardo   | 4,92     |
| Paris  | 06. August 2024 | Samuel Watson      | 4,91     |
| Paris  | 06. August 2024 | Ämir Maimuratow    | 4,89     |
| Paris  | 06. August 2024 | Veddriq Leonardo   | 4,79     |
| Paris  | 06. August 2024 | Samuel Watson      | 4,75     |
| Paris  | 08. August 2024 | Samuel Watson      | 4,74     |

#### Damen
| Spiele | Datum           | Name                        | Zeit (s) |
| ------ | --------------- | --------------------------- | -------- |
| Tokio  | 04. August 2021 | Aleksandra Mirosław         | 6,97     |
| Tokio  | 06. August 2021 | Aleksandra Mirosław         | 6,84     |
| Paris  | 05. August 2024 | Zhou Yafei                  | 6,54     |
| Paris  | 05. August 2024 | Desak Made Rita Kusuma Dewi | 6,52     |
| Paris  | 05. August 2024 | Emma Hunt                   | 6,36     |
| Paris  | 05. August 2024 | Aleksandra Mirosław         | 6,21     |
| Paris  | 05. August 2024 | Aleksandra Mirosław         | 6,06     |